# Praça Safra
Safra Square ou Praça Safra  ( em hebraico:  כיכר ספרא   , Kikar Safra ) é uma praça da cidade em Jerusalém . É o local do complexo do Município de Jerusalém, que abriga a administração municipal. A Praça Safra está localizada em uma parte central da cidade, na antiga linha divisória entre o Oeste e o Leste de Jerusalém, local escolhido para simbolizar seu objetivo de servir a todos os residentes de Jerusalém. O complexo administrativo incluindo a praça foi inaugurado em 1993.

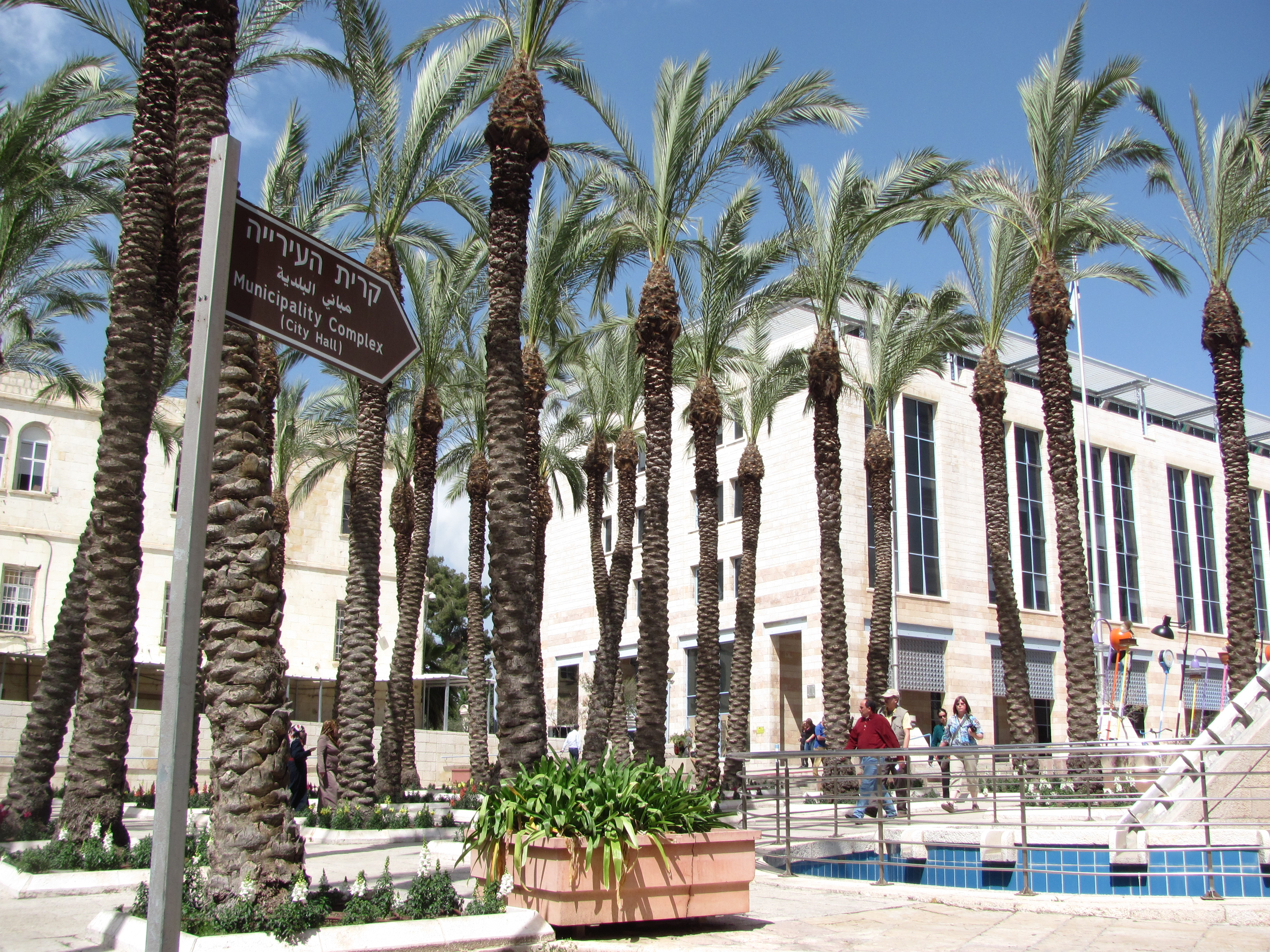
Praça Safra com beco de palmeiras e prefeitura ao fundo, à direita

## Nome

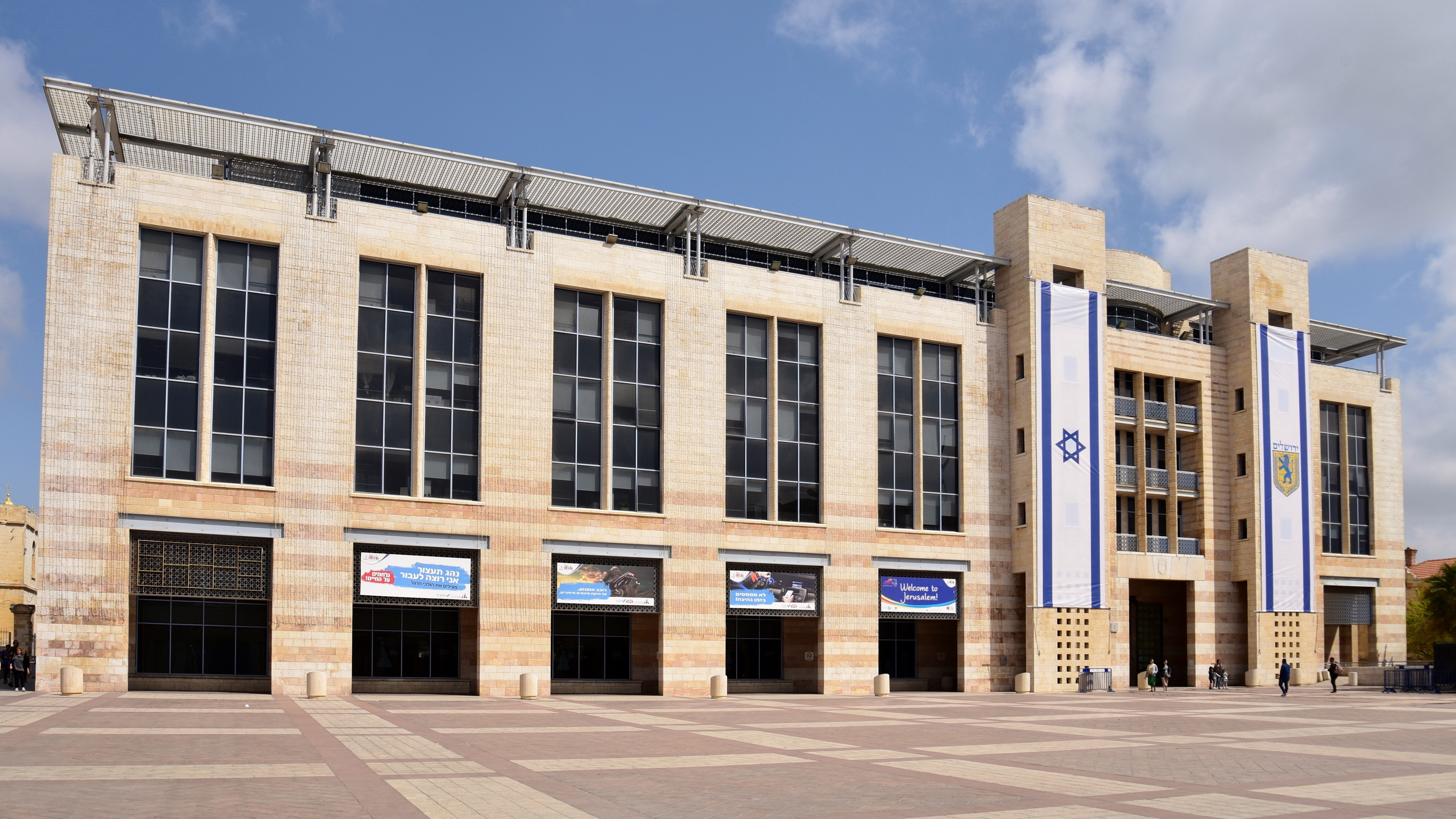
Prefeitura de Jerusalém na Praça Safra.

A praça foi batizada em homenagem ao banqueiro judeu sírio - libanês Jacob Safra (1891-1963) e sua esposa Esther, pais de Edmond J. Safra . Edmond Safra (1932–1999), um filantropo libanês brasileiro, tem sido um dos principais contribuintes do fundo que reconstruiu a área do centro de Jerusalém.

## Localização

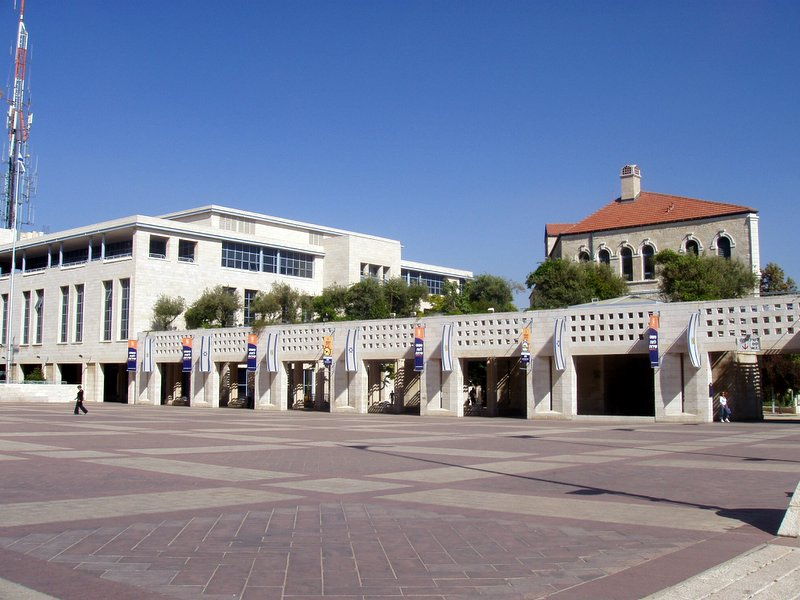
Praça principal da Praça Safra

Os edifícios da municipalidade em torno da Praça Safra criam um composto triangular, voltado para o noroeste / sudeste da estrada Jaffa e delimitado a leste pela rua Shivtei Yisrael (" Juízes de Israel "). O complexo em forma de cunha está localizado no extremo leste da Jaffa Road e aponta para a Praça Tzahal e as muralhas da Cidade Velha . Alguns dos edifícios históricos do Complexo Russo foram restaurados e incorporados ao complexo municipal, enquanto os outros, agrupados em torno da Catedral da Santíssima Trindade, estão fechando o triângulo pelo noroeste.

## História
A Câmara Municipal do período do Mandato Britânico foi construída em 1930. Hoje ele forma a ponta oriental do complexo. Conforme a cidade cresceu, junto com a necessidade de fornecer serviços mais modernos e diversificados para uma população em expansão e igualmente diversa, os escritórios do governo da cidade também se expandiram e se espalharam por toda a cidade. O governo municipal descentralizado diminuiu em eficiência e foi decidido que um único prédio seria necessário para abrigar o governo local de Jerusalém. Após longas deliberações, o local atual foi escolhido, apesar do desafio de preservar o grande número de edifícios históricos e culturalmente significativos do século XIX.
O arquiteto judeu canadense Jack Diamond e o escritório de arquitetura israelense de Kolker, Kolker e Epstein foram selecionados para projetar um projeto para um complexo unificado do Município de Jerusalém, que consiste em três novos edifícios, a ser integrado a dez edifícios existentes para formar um conjunto coeso, site unificado. Os dez edifícios existentes seriam preservados e reabilitados de forma a manter o sentido do caráter histórico da cidade. A construção começou em 1988 e o complexo foi inaugurado em 1993.

## Decoração e arte pública

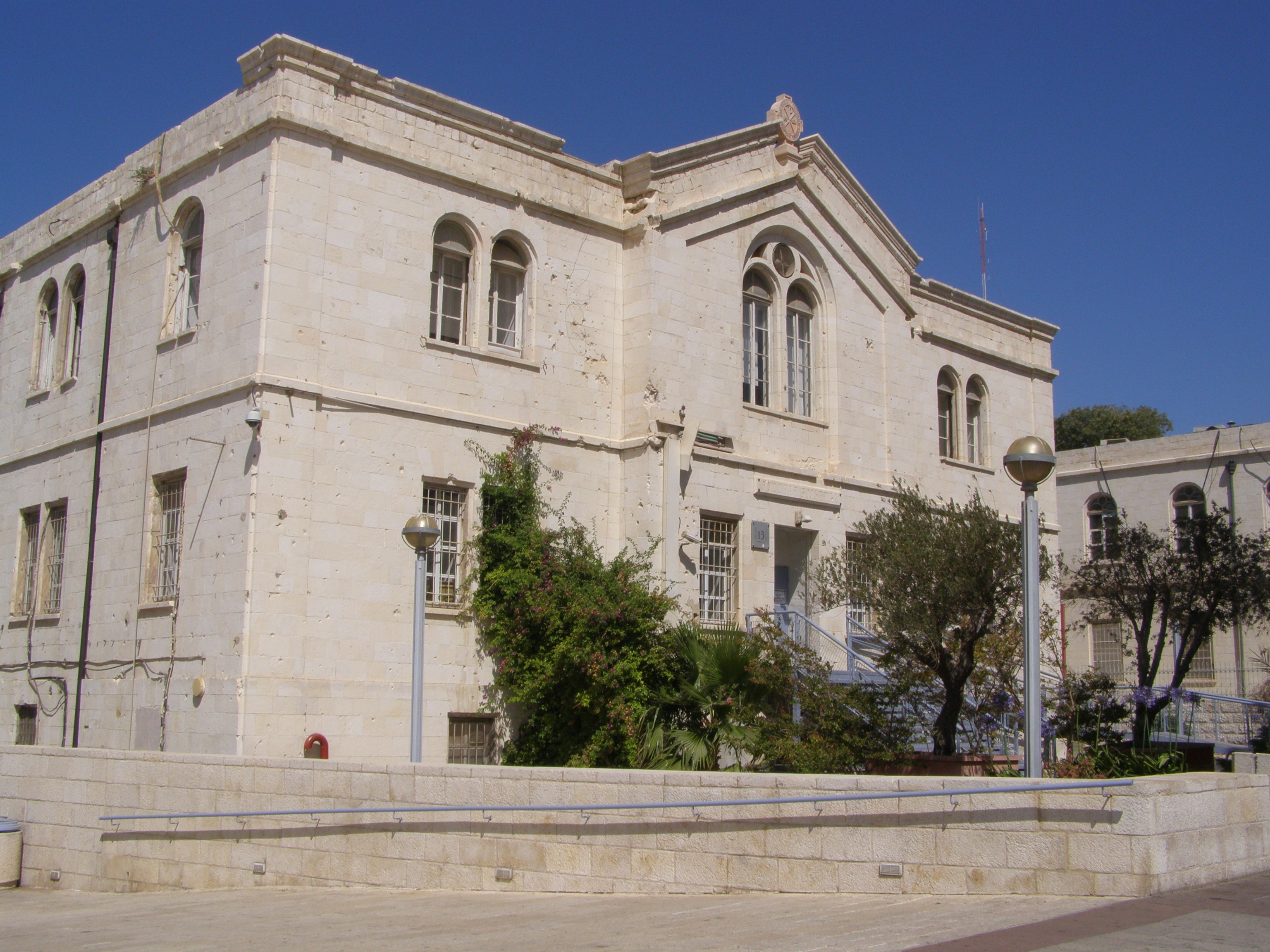
O antigo hospital russo, um dos edifícios históricos incorporados ao complexo

Os degraus que conduzem ao complexo da Jaffa Road são ladeados por 48 palmeiras, daí o nome Palm Plaza (em hebraico: רחבת דקלים).  Várias estátuas de leões, o símbolo de Jerusalém, também adornam a praça. 
Na entrada do complexo fica o Jardim Daniel, em homenagem ao prefeito de Jerusalém, Daniel Auster (no cargo de 1937 a 1938). O jardim contém várias obras de arte: uma escultura baseada num grande parafuso de Arquimedes em funcionamento que transporta a água de uma pequena piscina, intitulada "Cabeça Moderna"; uma escultura de Roy Lichtenstein doada em memória do primeiro-ministro assassinado Yitzhak Rabin ; e "The Binding of Isaac ", do escultor de Jerusalém Avraham Ofek .

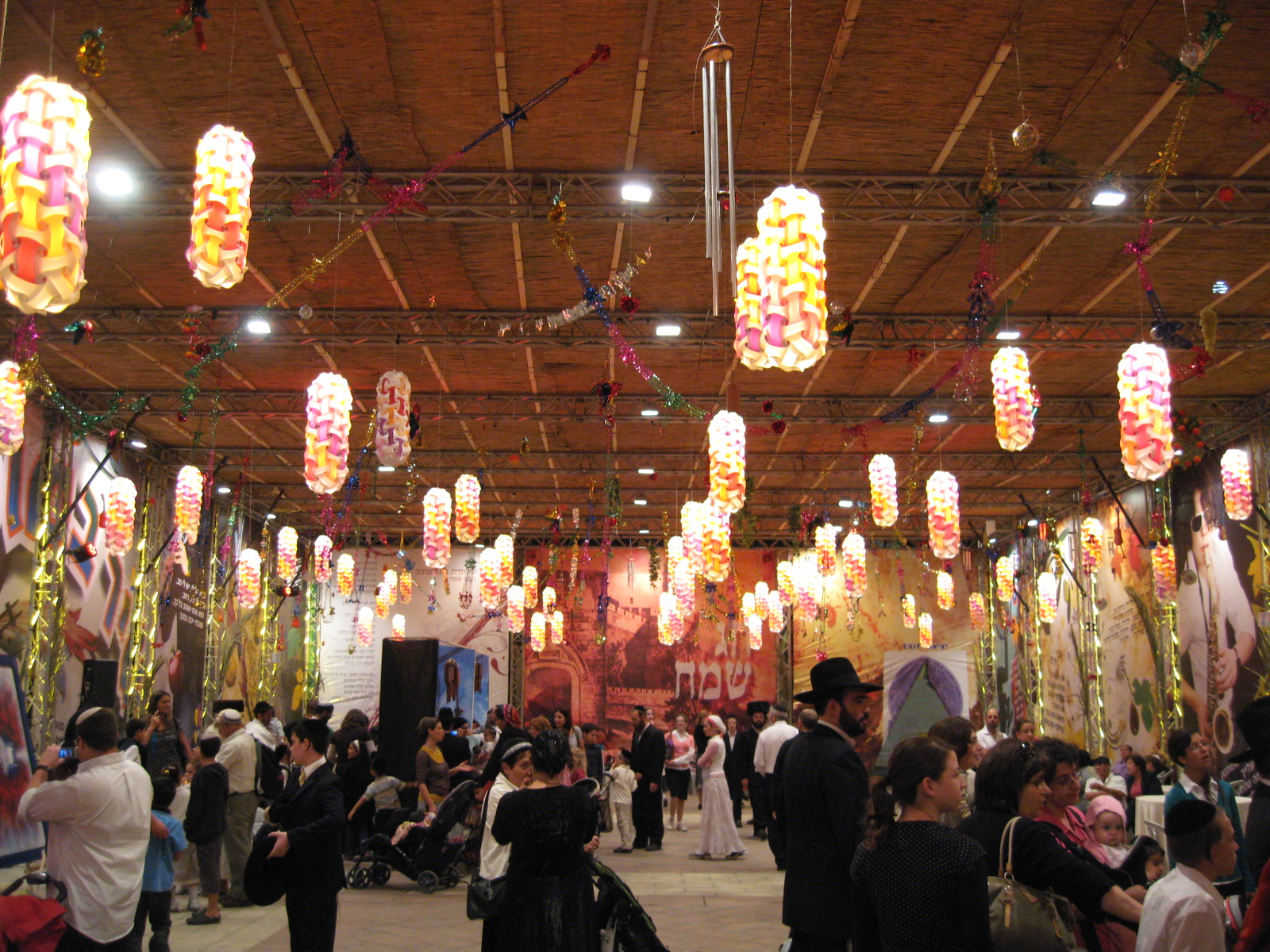
Sucá pública na Praça Safra, 2009

Em 2007, a Safra Square acolheu uma exposição dos United Buddy Bears, 138 esculturas de ursos de dois metros de altura, cada uma desenhada por um artista diferente.
- Praça Safra no site oficial do Município de Jerusalém

31° 46′ 49,49″ N, 35° 13′ 25,99″ L